# 草間俊一
草間 俊一（くさま しゅんいち、1915年（大正4年）6月24日 - 1997年（平成9年）1月15日）は、日本の歴史学者。岩手大学名誉教授。盛岡短期大学元学長。

## 略歴・人物
長野県生まれ。旧制松本第二中学（現長野県松本県ヶ丘高等学校）、旧制松本高校を経て、1939年（昭和7年）京都帝国大学文学部史学科卒業。
高知県女子師範学校教授、岩手県女子師範学校、岩手師範学校教授を経て、1949年岩手大学学芸学部（現人文社会科学部）助教授、1962年教授。1976年（昭和51年）定年退官、名誉教授。
退官後は、盛岡短期大学学長を務めた。
1986年（昭和61年）、戦後40年間にわたり郷土史研究と文化財愛護に取り組み歴史研究の発展に貢献したことにより、
第39回岩手日報文化賞（学芸部門）を受賞した。1990年勲二等瑞宝章受勲。

## 著作・共著編
- 『岩手の美術と文化 (第2冊)』草間 俊一 1984
- 『岩手県住田町湧清水洞穴遺跡』草間 俊一 1973
- 『天神カ丘遺跡』草間 俊一、相原 康二 1974
- 『岩手県大槌町吉里吉里崎山弁天遺跡』大槌町教育委員会、草間 俊一 1974
- 『堀野遺跡』草間 俊一 1965